# Ледени паукови
Ледени паукови (енгл. Ice Spiders) је амерички научно-фантастични филм из 2007. премијерно приказан 9. јуна те године на каналу Sci Fi.

## Радња
Млади скијаш који се припрема за Олимпијаду, одлази на планину у скијашки центар са тренером и члановима свог тима. Сезона је на измаку, али у хотелу у коме се одсели ипак има гостију о којима се брине и бивши учесник Олимпијских игара, а сада инструктор скијања, Даш. Један другоме привлаче пажњу због спорта којим се баве, али Дашу на другачији начин привлачи пажњу и млада докторка, биолог, која ради у добро чуваном институту недалеко од центра. Оно што Даш и остали не знају је да докторка ради на тајном владином пројекту чији је циљ да се одгаје пауци гигантских размера. Невоље почињу када се пет таквих створења ослободи...

## Критике
На сајту suite101.com и сценарио и глума су добили јако лоше критике. Иако су поједини моменти окарактерисани као напети, наведено је да је филм „пун проблема“, те да је коначни резултат лош. Сајт наводи како филм почиње са два најгора ловца свих времена; иако један од њих гађа луком и стрелом у прилично велику мету (џиновског паука који их је изненадио), никако не успева да је погоди. Потом, тренер који је довео своје пулене на обуку, уопште није са њима током тренинга. У једној секвенци филма се види како виче на њих са жичаре, док момци скијају на стази испод. Трка између бившег и актуелног Олимпијца је окарактерисана као непотребна, јер нема никаквог утицаја на касније збивање у филму и ту се заправо филм на тренутак прекинуо. Једино што је добро у тој сцени је добро снимљено скијање низ обронке планине. Разлог да се џиновски пауци одгајају како би се спасио свет је исмејан на сајту, посебно јер је објашњено да је мрежа коју производе веома јака, мада су ликови успевали без проблема да је покидају. Наведено је и да је чудно што је наоружано обезбеђење института било ван, а не унутар зграде. Они су прискочили у помоћ тек када се огласио пожарни аларм, али је остало нејасно какве мере постоје унутар зграде у случају правог пожара. Глума припадника обезбеђења, односно њихови покрети и гестикулација су описани као неуверљиви. Једино је похваљена глума њиховог вође кога тумачи Thomas Calabro. Такође су и други глумци, што главни, што споредни, описани као лоши, а један од њих и као „најлошији глумац који се икада појавио на филму“. Још неке нелогичности у филму су и што се потенцирало да је пауцима хладно у тој области, иако су војници били у кратким рукавима, а и други ликови су били „танко“ обучени. Потом, Даш, тренер, у једном тренукту је изјавио да је био у маринцима дванаест година. Он је такође здробио кост ноге на Олимпијади, што му је „одузело“ две године, што би са годинама опоравка и радом у хотелу у збиру дало превише година за оне које би глумац могао да има.
И сајт bisforbrains.com признаје да осим пристојне приче нема баш много комплимената који би се могли упутити ауторима филма. Оно што би филм оваквог жанра морао да има; узбуђење, енергију, као и то да шокира и интригира, напросто недостаје. Пауци су описани као да су „са геријатрије“, односно да су сувише спори, те је спас актера зависио од њихове спретности. Ликови који су први настрадали, Роки и Боб, некако су „заборавили да ходају“. Такође, сајт наводи да њих двојица нису довољно арогантни и бахати да би њихова смрт била „задовољавајућа“. Уз све остале наведене недостатке филма, сајт закључује да се у филму не дешава ништа занимљиво и препоручује да се филм не погледа. На сајту blogcritics.org је наведено да је у филму присутно чак десет клишеа, међу којима и генетички експеримент који прикрива влада, набусити тинејџери и луди научник. Специјални ефекти су окарактерисани као лоши, без обзира да ли су рађени посредством компјутера или не. На сајту је исказано чуђење зашто би влада одабрала да такав експеримент спроводи близу популарног одмаралишта, а и зашто је било потребно толико времена након масовних убистава да би мештани схватили да уопште постоји проблем. И на сајту 7mpictures.com се наводи да су специјални ефекти прилично лоши и чак се упоређују са онима из педесетих година прошлог века, а и да филм не нуди брилијантну глуму, радњу, као ни било какву наду да ће освојити престижну награду. Међутим, задовољава критеријуме нискобуџетне забаве, коју је могуће да гледају и деца јер нема сувише екстремних сцена. Ипак, аутор текста је проценио да филм неће бити пријемчив за већину људи.